# Nienhagen (Leopoldshöhe)
Nienhagen war eine selbstständige Gemeinde und ist nun ein Ortsteil im Nordwesten der Gemeinde Leopoldshöhe im Kreis Lippe. Es grenzt im Westen an die Stadt Bielefeld und im Norden an die Stadt Bad Salzuflen.

## Geographie
Nienhagen liegt im Ravensberger Hügelland und besteht überwiegend aus landwirtschaftlich genutzter Fläche.

## Geschichte

### Ortsname
Folgende Namen sind für Nienhagen im Laufe der Jahrhunderte belegt: nyen hagh[e]n (1360), Nyggenhagen (1475), Niggenhaigen (1497, im Landschatzregister), Niggenhagen (1507, im Landschatzregister), Niyggehagenn (1535, im Landschatzregister), Niggehagenn (1545, im Landschatzregister), Neuenheger (1590, im Landschatzregister), Neüwenhagen (um 1616, im Salbuch), Niehagen (1618, im Landschatzregister), Nienhagen (1758) und Nienhage (1805).

### Eingemeindung
Nienhagen wurde im Rahmen der Gemeindereform am 1. Januar 1969 in die neugebildete Gemeinde Leopoldshöhe eingegliedert.
Lange Jahre wurde das Bild Nienhagens durch die an der Bielefelder Straße aufgereihten landwirtschaftlichen Anwesen geprägt. Erst in den 1970er Jahren entstand hauptsächlich mithilfe des VdK die erste zusammenhängende Siedlung, in der mehr als die Hälfte aller Nienhagener wohnen.

### Einwohnerentwicklung
| Jahr      | 1860 | 1939 | 1962 | 2018 |
| Einwohner | 339  | 271  | 402  | 673  |
| --------- | ---- | ---- | ---- | ---- |